# 311熱線

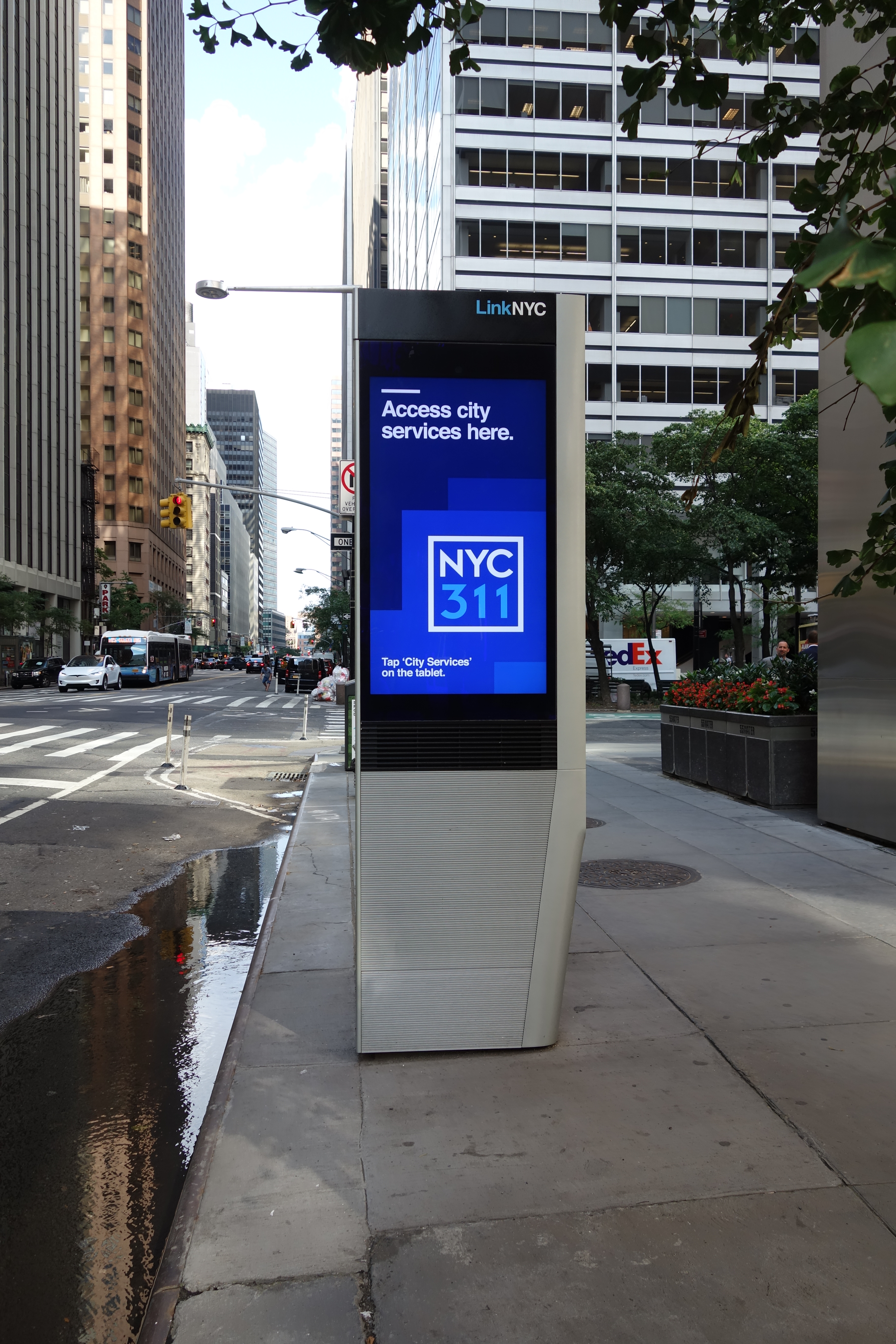
紐約市一個宣傳紐約市311熱線的LinkNYC服務台

311熱線是美國和加拿大許多社區的一個電話號碼，並可提供非緊急市政服務。電話號碼格式遵遁北美地區電話號碼計劃當中的N11號碼，即一系列指定的短號並有特定用途的電話號碼之一。
311熱線為本地人聯絡各市政服務提供一個中央平台。該平台的其中一個目標是將非緊急的社區問題分流至311熱線，以免妨礙緊急電話911的效率。阿克倫的311熱線宣傳網站將其分別形容為「大廈燃燒？打911。問題燃燒？打311。」。
許多城市同時通過網上渠道接受311。這亦包括諸如開放311應用程序接口。

## 歷史
311熱線作為資訊用途的使用始於美國馬里蘭州巴爾的摩，該市311熱線服務於1996年10月2日啟用。311熱線的目標是將來電連接至類似於911的呼叫中心，但311熱線作為次級優先，只在沒有911電話等候時才使用，以便將911熱線快速處理真正有緊急需要的來電。
311熱線在北美的最大營運者是紐約市，該市服務於2003年3月啟用。
加拿大廣播電視及通訊委員會於2004年11月5日將311熱線預留作為全加拿大的非緊急市政服務用途。加拿大的首個311熱線於2005年5月18日在艾伯塔省卡爾加里啟用。
歷史上，311熱線被部分電話公司用作測試用途。在艾伯塔省，311熱線直至2005年4月1日仍作為自動宣佈電話迴路，當日起相關熱線改為958-6111。
自從2020年起，每逢3月11日美國就舉行國家311日，以普及311熱線。

## 營運
311熱線一般在地方實施，在部分城市也可作為多個市政熱線用途。
311熱線可接受的來電內容包括但不限於：
- 道路有棄置車輛
- 違規和違反住屋
- 移除已死動物
- 道路危險物品（英语：Road debris）[7]
- 移除塗鴉
- 非法生火
- 故障的街燈、泊車咪錶、交通燈
- 噪音投訴
- 泊車執法
- 公園及康樂設施相關問題
- 街道凹凸不平、孔洞及公共設施破損
- 公共安全問題
- 鼠患問題
- 報告車輛遭盜

### 開放311
2010年3月3日，美國聯邦資訊總監維偉卡·孔德勞公佈了設立統一的「開放311」應用程序接口。
開放311亦有在國際使用，比如英國的FixMyStreet。

### 手機連接
311服務亦可供手機服務提供者使用，在美國超過三分之一的311熱線來電源自手機而非固網電話，而手機服務提供者也陸續增加相關服務。

## 提供地點

### 美國
311熱線可在若干較大型美國城市使用，包括：
- 阿克倫 (俄亥俄州)
- 奧爾巴尼 (喬治亞州)
- 阿布奎基 (新墨西哥州)
- 安那翰[11]
- 安多弗 (馬薩諸塞州)
- 亞特蘭大
- 奧斯汀
- 巴爾的摩
- 巴吞魯日
- 博蒙特 (德克薩斯州)
- 伯克利 (加利福尼亞州)
- 伯明翰 (阿拉巴馬州)
- 波士頓[12]
- 水牛城
- 卡瑞
- 夏洛特 (北卡羅來納州)
- 查塔努加 (田納西州)
- 芝加哥
- 辛辛那提
- 克利夫蘭（軟推出，只限一部分政府部門）
- 哥倫布 (佐治亞州)
- 哥倫布 (俄亥俄州)[13]
- 達拉斯
- 丹伯里
- 丹佛
- 底特律
- 艾爾帕索 (德克薩斯州)
- 埃爾金 (伊利諾州)
- 埃文斯頓 (伊利諾伊州)
- 韋恩堡
- 弗雷斯諾
- 格林斯伯勒 (北卡羅來納州)
- 格爾夫波特 (密西西比州)
- 哈特福
- 漢普頓 (維吉尼亞州)
- 黑弗里爾 (馬薩諸塞州)
- 休斯頓
- 亨廷頓 (西弗吉尼亞州)
- 傑克遜維爾 (佛羅里達州)
- 堪薩斯城 (密蘇里州)
- 諾克斯維爾
- 拉克羅斯
- 拉斯維加斯
- 拉雷多 (德克薩斯州)
- 列克星敦 (肯塔基州)
- 小岩城 (阿肯色州)
- 路易維爾 (肯塔基州)
- 洛杉磯
- 孟菲斯 (田納西州)
- 邁阿密
- 密爾沃基
- 明尼阿波利斯
- 莫比爾 (阿拉巴馬州)
- 蒙哥馬利 (阿拉巴馬州)
- 納什維爾
- 新奧爾良[14]
- 奧克蘭 (加利福尼亞州)
- 牛津 (阿拉巴馬州)
- 紐波特紐斯
- 紐約市[15][16]
- 牛頓 (馬薩諸塞州)
- 奧蘭多 (佛羅里達州)
- 彭薩科拉 (佛羅里達州)[17]
- 匹茲堡
- 費城
- 波特蘭 (俄勒岡州)
- 普羅維登斯
- 普若佛
- 雷德蒙德 (華盛頓州)
- 里士滿 (弗吉尼亞州)
- 里弗賽德 (加利福尼亞州)
- 羅徹斯特 (紐約州)
- 薩克拉門托
- 聖安東尼奧 (德克薩斯州)
- 舊金山
- 聖荷西 (加利福尼亞州)
- 薩默維爾 (馬薩諸塞州)
- 南本德 (印第安納州)
- 斯波坎
- 斯普林菲爾德 (馬薩諸塞州)
- 坦帕
- 坦佩 (亞利桑那州)
- 特雷霍特
- 特洛伊 (阿拉巴馬州)
- 塔爾薩
- 塔斯卡盧薩
- 維珍尼亞海灘
- 華盛頓特區
- 沃特伯里 (康涅狄格州)
- 溫斯頓-撒冷
- 揚克斯 (紐約州)[18]

311熱線亦逐步在美國更多的縣和小城鎮提供服務，例如：
- 鮑德溫縣 (阿拉巴馬州)
- 布魯克黑文 (紐約州)
- 布勞沃德縣
- 哥倫比亞縣 (喬治亞州)
- 梅克倫堡縣 (北卡羅萊納州)（途經夏洛特）
- 蒙哥馬利縣 (馬里蘭州)[19]
- 北亨普斯特德鎮
- 橙縣 (加利福尼亞州)[來源請求]
- 橙縣 (佛羅里達州)
- 皮納爾縣
- 西徹斯特郡

### 加拿大
311熱線可在以下社區提供服務（括號為啟動日期）：
- 杜林區（2022年12月1日）
- 卡爾加里（2005年5月18日）
- 克蘭布魯克（2017年7月5日）
- 萊斯布里奇（2019年3月11日）
- 埃德蒙頓（2008年12月16日）
- 聖約翰堡 (卑詩省)（2006年11月14日）
- 加蒂諾（2005年6月22日）
- 大草原城（2021年3月1日）
- 大薩德伯里（2007年2月12日）
- 哈利法克斯（2012年11月15日）[20]
- 荷頓區（2008年3月18日）
- 萊維 (魁北克省)（2021年3月17日）[21]
- 拉瓦勒 (魁北克省)（2007年10月3日）
- 朗基爾（2013年3月10日）
- 蒙特利爾（2007年12月中）
- 渥太華（2005年9月19日）
- 喬治王子城（2019年1月18日）
- 魁北克市（2010年）
- 皮爾區（2009年10月5日）
- 聖約翰斯 (紐芬蘭-拉布拉多)（2006年6月27日）
- 多倫多（2009年9月24日）
- 三河城（2018年5月7日）
- 溫哥華（2009年6月15日）
- 滑鐵盧區（2012年12月）
- 溫莎 (安大略省)（2005年8月22日）[22]
- 溫尼伯（2009年1月16日）[23]

### 拉丁美洲
部分拉丁美洲國家如巴拿馬、波多黎各和哥斯達黎加也實施了全國性311熱線中心。
在巴拿馬，市民關注中心（311）是政府機構的一個負責接受市民投訴、請求、建議和查詢的平台。該平台全天候服務，每年接受超過100萬市民的免費來電、自助終端、應用程序和社交媒體帳戶的意見和投訴。

## 外部連結
- Map of U.S., Canadian and international N-1-1 projects （页面存档备份，存于）
- Open311 （页面存档备份，存于） standardized technology for location-based collaborative issue-tracking
- Open311 Wiki （页面存档备份，存于）